# محمد شریفی‌مقدم (درویش گنابادی)
محمد شریفی‌مقدم‌ (زادهٔ ۱۵ دی ۱۳۷۰)، زندانی سیاسی سابق، درویش گنابادی و فعال دانشجویی دانشگاه صنعتی شریف است. او خبرنگار سایت مجذوبان نور بود و در رابطه با اعتراضات گلستان هفتم بازداشت شد. شریفی‌مقدم بهمن ۱۴۰۱ پس از تحمل پنج سال حبس بدون مرخصی از زندان آزاد شد.

## زندگی
محمد شریفی‌مقدم در خانواده ای پیرو سلسله نعمت الهی گنابادی و از اهالی روستای ریاب در شهرستان گناباد به دنیا آمد. در سال ۱۳۸۹ وارد دانشگاه صنعتی شریف شد و در رشتهٔ مهندسی و علم مواد (متالوژی) به تحصیل پرداخت و در سال ۱۳۹۵ از این دانشگاه دانش‌آموخته شد. او از فروردین ۱۳۹۳ تا زمان بازداشتش در بهمن ۱۳۹۶ به عنوان کارشناس ریخته‌گری در ریخته‌گری شریف ذوب اشتغال داشت.
او که تاکنون دوبار بازداشت شده‌است، در نامه ای مشترکاً با کسری نوری به تحولات پس از اعتراضات دی ماه پرداخت و آن را آغازگر گذار جمهوری اسلامی از زوال به فروپاشی دانست.

## بازداشت
وی بار اول در اعتراضات دی ماه ۱۳۹۶ و در پی بازداشت گستردهٔ دانشجویان در تاریخ ۹ دی ۱۳۹۶ همراه با کسری نوری و دو تن دیگر از دراویش به نام‌های فائزه عبدی پور و محمدرضا درویشی بازداشت و به بازداشتگاه اوین منتقل شدند که در نهایت با اعتراض و تحصن دراویش در مقابل زندان اوین که بازداشت این چهار تن را غیرقانونی می‌دانستند آزاد شدند.
آنها هنگامی که برای ملاقات و عیادت یک مریض به بیمارستان دی رفته بودند با شکلی خشونت‌آمیز همراه با شوکر و شلیک تیر هوایی توسط نیروهای امنیتی سپاه پاسداران بازداشت و در ابتدا به دفتر پیگیری وزارت اطلاعات و در ادامه برای بازجویی به بازداشتگاه اوین منتقل شدند.
در پی تحصن ۱۰ روزهٔ دراویش گنابادی که در اعتراض به این بازداشت در مقابل زندان اوین با درخواست آزادی فوری و بی قید شرط آنان صورت گرفت در شامگاه ۱۹ دی ۱۳۹۶ این چهار درویش گنابادی از زندان اوین آزاد شدند.
در اول اسفند ۱۳۹۶ پس از چند روز تحصن و درگیری بین دراویش گنابادی و نیروهای پلیس و لباس شخصی در گلستان هفتم بیش از ۳۰۰ درویش دستگیر شدند که حال بعضی از آن‌ها در هنگام دستگیری وخیم گزارش شد. محمد شریفی‌مقدم‌ریابی نیز همراه با این افراد دستگیر شد.

### ۱۰۵ روز نگهداری در سلول انفرادی هشت درویش
در تاریخ ۷ شهریور ماه ۱۳۹۷ پس از حمله مأموران امنیتی به دراویش زندانی در زندان فشافویه که از دوماه پیش در حمایت از زنان درویش محبوس در زندان قرچک ورامین و در اعتراض به بدرفتاری با آنها دست به تحصن زده بودند برخی از این دراویش به سلول انفرادی منتقل شدند.
محمد شریفی مقدم، کسری نوری، امیر نوری، مهدی اسکندری، حسام معینی، رضا انتصاری، مرتضی کنگرلو، سینا انتصاری همگی از تاریخ هفتم شهریور ماه تا ۲۲ آذر ماه از بقیه زندانیان درویش در زندان فشافویه جدا و به سلول‌های انفرادی منتقل شدند با این حال مسوولان قضایی و زندان فشافویه در این مدت ۱۰۵ روز اطلاع مشخصی دربارهٔ وضعیت آنها به خانواده‌هایشان ندادند. این هشت درویش صبح روز ۲۲ آذر ماه پس از «۱۰۵ روز حبس در سلول‌های انفرادی»، به بند «امن» زندان فشافویه منتقل شدند.

## اعتصاب غذا

### اعتصاب غذای اول
محمد شریفی مقدم به همراه کسری نوری و دو تن دیگر از دراویش بازداشتی در اعتراض به بازداشت غیرقانونی شان در تاریخ ۹ دی ۱۳۹۶ اعلام اعتصاب غذا نمودند. این اعتصاب غذا ۱۰ روز به طول انجامید و با آزادی آنها به پایان رسید.

### اعتصاب غذای دوم
با خواسته رفع ممنوعیت از قطب دراویش گنابادی و بازگشایی مجالس و حسینیه دراویش، محمد شریفی مقدم و ۱۳ درویش گنابادی زندانی دیگر دست به اعتصاب غذا زدند. محمد شریفی‌مقدم، و رضا انتصاری، احمد ایرانی‌خواه و مرتضی کنگرلو، در پی ۴۶ روز اعتصاب غذا و وخامت وضعیت جسمی‌شان و انسداد روده، خونریزی معده و کاهش سطح هشیاری، روز چهارشنبه ۲۷ آذرماه از زندان فشافویه به بیمارستان فیروزآبادی شهر ری منتقل شدند. اما در تاریخ ۲۸ آذر ماه محمد شریفی مقدم و سه درویش دیگر بدون آن که مورد درمان قرار بگیرند به بار دیگر به زندان منتقل شدند.
نهایتاً این اعتصاب غذا با مرگ نورعلی تابنده، قطب دراویش گنابادی پایان یافت.

### اعتصاب غذای گستردهٔ ۱۴۰۰
زندانیان سیاسی در زندان‌های اوین، فشافویه،  عادل آباد شیراز در تاریخ ۲۹ اسفندماه ۱۳۹۹ اعلام کردند به یاد و احترام رنج‌های مشترک مردم ایران و در اعتراض به ظلم‌های ستمگران و به یاد گرسنگان وطن بر سفره نوروز، شروع سال ۱۴۰۰ خورشیدی را با اعتصاب غذا آغاز می‌کنند که تا سه روز ادامه داشت، محمد شریفی‌مقدم یکی از زندانیان امضا کننده بیانیه بود.

## دادگاه
قاضی صلواتی او را به اتهام اقدام علیه امنیت کشور به تحمل ۷ سال و نیم زندان، به اتهام تبلیغ علیه نظام به ۱۸ ماه، به اتهام تمرد نسبت به مأمورین به ۱۸ ماه، به اتهام اخلال در نظم عمومی به ۱۸ ماه و ۷۴ ضربه شلاق، ۲ سال ممنوع‌الخروجی و ۲ سال اقامت اجباری در شهر برازجان محکوم کرد؛ حکم قطعی ۱۲ سال حبس و شلاق و تبعید او در تاریخ ۱۹ اسفند ۱۳۹۷ به وی ابلاغ شد.
محمد شریفی‌مقدم همراه با ۴۰ درویش گنابادی دیگر در اعتراض به آنچه که تفتیش عقاید می‌دانستند در دادگاه‌ها شرکت نکردند و هم چنین از درخواست تجدید نظر نیز امتناع ورزیدند.